# Hyperpyron

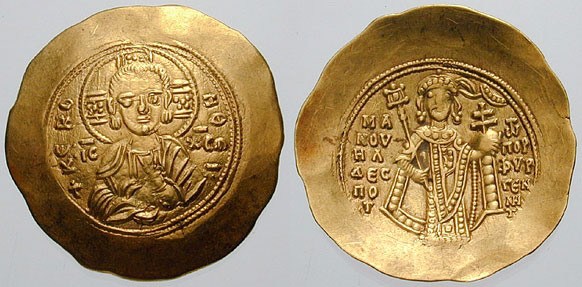
Hyperpyron Manuels I.

Das Hyperpyron (auch Hyperpyron nomisma; griechisch ὑπέρπυρον [νόμισμα] „Superveredelte [Münze]“, Plural Hyperpyra) war eine seit der Münzreform von 1092 unter Kaiser Alexios I. Komnenos als Skyphat (schüsselförmige Münze) geprägte byzantinische Goldmünze, die die Nachfolge des Histamenon (auch Stamenon nomisma genannt) als Standardgoldmünze antrat.

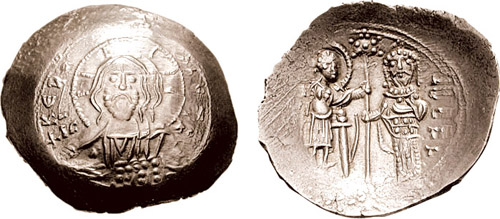
Histamenon des Kaisers Alexios I. Komnenos (1081–1118). Aufgrund der Hyperinflation ging der Goldgehalt vor der Münzreform 1092 gegen Null.

Der Solidus in Form des Histamenon und Tetarteron war bis Anfang des 11. Jahrhunderts von relativ konstanter Reinheit. Der Goldgehalt lag durchgängig zwischen 955 und 980 Tausendstel (23 bis 23,5 Karat). Ab Kaiser Michael IV. (1034–1041), der aus einfachen Verhältnissen stammte und vor seiner Krönung Geldwechsler war, begann die langsame Entwertung der byzantinischen Goldwährung durch schrittweise Verringerung des Goldgehalts. Die Entwertung verlief zuerst langsam und beschleunigte sich dann rapide: ca. 21 Karat (87,5 % Reinheit) während der Regierungszeit von Kaiser Konstantin IX. (1042–1055), 18 Karat (75 %) unter Kaiser Konstantin X. (1059–1067), 16 Karat (66,7 %) unter Kaiser Romanos IV. (1068–1071), 14 Karat (58 %) unter Michael VII. (1071–1078), 8 Karat (33 %) unter Nikephoros III. (1078–1081) und 0 bis 8 Karat während der ersten elf Jahre der Regierung von Kaiser Alexios I. (1081–1118).
Unter Alexios I. wurde der verschlechterte Solidus bzw. Histamenon abgeschafft, und das Hyperpyron, eine neue Goldmünze mit einem Goldgehalt von anfänglich 900 bis 950 Tausendstel eingeführt (21,6–22,8 Karat). Es wog zwischen 4,0 und 4,4 g und damit annähernd so viel wie der Solidus (4,5 g) und hatte später einen Feingehalt von 21 Karat entsprechend einem Legierungsverhältnis von 21 Teilen Gold zu 3 Teilen anderen Metalls (875/1000). Die ersten unter Alexios nach der Reform 1092 geprägten Hyperpyra hatten einen sehr großen Durchmesser von rund 32 mm, waren sehr dünn und nur leicht gewölbt. Alexios’ Nachfolger ließen Hyperpyra mit immer kleineren Durchmessern, stärkerer Wölbung und größerer Dicke prägen. Die letzten unter Andronikos III., Johannes V. und Johannes VI. geprägten Hyperpyra hatten einen Durchmesser von rund 25 mm. Ein Hyperpyron entsprach 3 Elektron-Aspron-Trachea oder 48 Billon-Aspron-Trachea.
Das Hyperpyron blieb bis zur Eroberung von Konstantinopel (1453) im Umlauf, verlor aber aufgrund des sinkenden Goldgehalts zusehends an Wert. Unter der Doppelherrschaft von Johannes V. und Johannes VI. (1347–1353) wurde das Hyperpyron letztmals geprägt. Damit endet die römisch-byzantinische Goldwährung des Solidus, die seit der Einführung unter Konstantin dem Großen über ein Jahrtausend Bestand gehabt hatte.
Unter der Alleinherrschaft des Kaisers Johannes V. (1354–1391) löste das 7,4 bis 8,5 Gramm schwere Silber-Stavraton (griechisch σταυράτον; Plural Stavrata) schließlich das Hyperpyron ab. Da das Stavraton die Hälfte des Hyperpyron wert war, wird das Stavraton auch Halbhyperpyron genannt.
Schon ab dem 13. Jahrhundert gab es neben der byzantinischen Währung englische Sterling, französische deniers tournois und aufgrund der starken Präsenz der Venezianer vor allem venezianische Dukaten und Grossi. Venedig schuf ab 1353 für sein Kolonialreich eine eigene Silbermünze, den Tornesello. Die seit 1354 nicht mehr geprägte byzantinischen Goldwährung wurde aber primär durch den venezianischen Dukaten ersetzt.